# Thomas Mathews
Thomas Mathews, britanski admiral RN, * 1676, † 1751.